# Margaret Bamgbose
Margaret Bamgbose (* 19. Oktober 1993 in Evanston, Illinois) ist eine ehemalige nigerianisch-US-amerikanische Sprinterin, die sich auf den 400-Meter-Lauf spezialisiert hat.

## Sportliche Laufbahn
Erste internationale Erfahrungen sammelte Margaret Bamgbose, die in den Vereinigten Staaten aufwuchs und an der University of Notre Dame studierte, im Jahr 2016, als sie bei den Hallenweltmeisterschaften in Portland mit der nigerianischen 4-mal-400-Meter-Staffel in 3:34,03 min den vierten Platz belegte. Im August startete sie über 400 Meter bei den Olympischen Sommerspielen in Rio de Janeiro und schied dort mit 51,92 s im Halbfinale aus. Im Jahr darauf belegte sie bei den IAAF World Relays 2017 in Nassau in 3:32,94 min den siebten Platz im A-Lauf in der 4-mal-400-Meter-Staffel und Sommer nahm sie an den Weltmeisterschaften in London teil. Jedoch wurden ihre Resultate ab Juli 2017 wegen eines positiven Dopingtest annulliert. 2020 bestritt sie ihre letzten offiziellen Wettkämpfe und beendete daraufhin ihre aktive sportliche Karriere im Alter von 26 Jahren.

## Persönliche Bestleistungen
- 200 Meter: 23,23 s (+1,1 m/s), 16. April 2016 in Louisville
- 400 Meter: 51,11 s, 15. Mai 2016 in Tallahassee
  - 400 Meter (Halle): 52,10 s, 28. Februar 2015 in Blacksburg